# Lubāna (novads)
Pour l’article homonyme, voir Lubāna.
Lubāna est une municipalité de Lettonie située dans la partie est de Vidzeme, sur les rives de l'Aiviekste. Elle réunit les agglomérations d'Indrānu pagasts et celui de la ville de Lubāna qui est son centre administratif. Elle est bordée par Madonas novads, Gulbenes novads, Rugāju novads et Balvu novads. Jusqu'à la réforme territoriale du 2009, ce territoire faisait partie du Madonas rajons.

## Population
La municipalité comptait 2 851 habitants en 2008. La ville de Lubāna avec ses 1 851 habitants est la plus peuplée. 229 personnes vivent dans le village Meirānu ciems et 79 au village Indrānu ciems.

## Territoire
La municipalité s'étend sur 346,346 km2. 65 % de ce territoire est couvert de forêts, 8,6 % par les marécages, 4,4 % se trouve sous les eux, 17,2 % sont utilisés pour l'agriculture.

## Personnalités
- Hugo Celmiņš (en) (1877-1941), ancien Premier ministre de Lettonie
- Oskars Kalpaks (en) (1882-1919), colonel dans Baltische Landeswehr
- Jānis Zābers (lv) (1935-1973), chanteur d'opéra